# 四月初八
四月初八，农历四月第八天。

## 大事记
佛教的教主，釋迦牟尼的母親摩耶夫人，她四十五歲的時候，懷孕太子，已滿足了十個月，在歸寧途中，於今日，在距離國都約五英里的藍毗尼園，誕生了太子。傳說太子能周行七步，腳踏之處，現出七朵蓮花；且舉目四顧，一手指天，一手指地，自言自語：「天上天下，唯我獨尊。」當時天上飄落香花，還有九龍吐水為太子沐浴。

## 出生
1746年，清高宗乾隆十一年——永琮

## 逝世
- 632年，唐太宗贞观六年 — 张公谨
- 1755年，清高宗乾隆二十年 — 张廷玉

## 节假日和习俗
- 佛祖釋迦牟尼誕辰
  - 東亞：浴佛節、佛誕、放生会
  - 香港：長洲太平清醮
  - 澳門：鮮魚行總會沿襲香山縣舊俗舉辦盛大之醉龍醒獅大會或稱魚行醉龍節。有舞醉龍、醒獅於澳門各街市魚欄採青並巡遊慶祝。亦有派發數萬盒龍船頭飯。舞醉龍時，沿途敲鑼打鼓，一人持木龍頭一人持木龍尾，邊飲酒噴酒邊舞動，翻躍醉態可掬。
  - 福建永定：陳東四月八
- 譚公寶誕
- 平等王诞辰
- 金花夫人送子娘娘诞辰
- 祭海節
- 苗族：亞努節、牛王节、姑娘节
- 土家族：牛王节

## 其他内容
- 十斋日

## 参看
- 日历
- 四月初六 - 四月初七 - 四月初八 - 四月初九 - 四月初十
- 三月初八 - 四月初八 - 五月初八
- 正月 - 二月 - 三月 - 四月 - 五月 - 六月 - 七月 - 八月 - 九月 - 十月 - 十一月 - 腊月
- 公历4月8日